# Філіп-Жозеф Обер де Ґаспе
Філіп-Жозеф Обер де Ґаспе (30 жовтня 1786 — 29 січня 1871) — канадський юрист, письменник і поміщик. Він відомий головним чином своїм романом Les Anciens Canadiens, який вважається першим класичним твором франко-канадської художньої літератури.

## Життєпис
Він народився в місті Квебеку в 1786 році в сім'ї поміщика П'єра-Іґнаса Обера де Ґаспе та Катрін Тар'є де Ланодьєр, доньки сеньйора Шарля-Франсуа Тар'є де Ланодьєра . Родина Обер де Ґаспе була шанованою, нобілітованою ще Людовиком XIV у 1693 році  Дід Філіпа-Жозефа, Іґнас-Філіп Обер де Ґаспе, воював під керівництвом Луї-Жозефа де Монкальма під Карильйоном (Тікондероґа).  Пізніше Жозеф успадкував родинний маєток на березі річки Святого Лаврентія.
Філіп-Жозеф навчався в Квебекській семінарії та служив у місцевій міліції, ставши капітаном. Він вивчав право у Джонатана Сьюелла, а потім у Жана-Батіста-Олів’є Перро, і був причислений до адвокатури в 1811 році. Після адвокатської практики до 1816 року він був призначений шерифом округу Квебек. Він загруз у боргах, за що був ув'язнений на чотири роки. Після звільнення він оселився у своєму маєтку в Сен-Жан-Порт-Жолі, Квебек на річці Святого Лаврентія , де наступні тридцять років провадив історичні дослідження.
У віці сімдесяти п'яти років він закінчив роман Les Anciens Canadiens («Старі канадці», Квебек, 1863). Майже повністю заснована на фактах, історія ілюструє канадську національну традицію, характер і звичаї. Події власного непростого життя автор переплітає з трагічною розповіддю про боротьбу та падіння Нової Франції та зміну режиму, очевидців якої він знав особисто. На той час це була, мабуть, найпопулярніша книга, яка коли-небудь видавалася в Квебеку.
У 1866 році Обер де Ґаспе опублікував свої «Мемуари», які продовжують і доповнюють історичні нотатки, що містяться в інших його роботах. Менш блискучі й привабливі, ніж його роман, Мемуари є чудовим зразком анекдотичної історії. Становище та досвід автора, останній прямо чи опосередковано охоплює простір століття, починаючи з Конкісти, зробили його автентичним літописцем неясного, але насиченого подіями періоду історії.
Він був останнім сеньйором маєтку Сен-Жан-Порт-Жолі і помер у Квебеку 29 січня 1871 року.

## Родина
У 1811 році він одружився з Сюзен Еллісон. Разом вони мали 13 дітей. Деякі з його дочок вийшли заміж за відомих чоловіків, у тому числі Сюзен, яка вийшла заміж за Вільяма Павера, члена законодавчих зборів; Аделаїда, яка вийшла заміж за Жоржа-Рене Савеуса де Боже ; Шарлотта-Елмір, яка вийшла заміж за Ендрю Стюарта, суддю та сеньйора; і Зої, яка вийшла заміж за Шарля Жозефа Аллейна, який також був мером міста Квебек. Його син Філіп-Іґнас Франсуа також був письменником.

## Зовнішні посилання
- Біографія в Dictionary of Canadian Biography Online
- Works by Philippe-Joseph Aubert de Gaspé//LibriVox
- Les Anciens Canadiens на Bibliothèque mobile de littérature quebécoise (HTML)